# Liv Tyler
Liv Rundgren Tallarico nota come Liv Tyler (New York, 1º luglio 1977) è un'attrice ed ex modella statunitense.
Figlia di Steven Tyler, frontman degli Aerosmith, e di Bebe Buell, è principalmente nota per aver interpretato Arwen nella trilogia de Il Signore degli Anelli diretta da Peter Jackson, con il quale si è aggiudicata uno Screen Actors Guild Award come miglior cast cinematografico. Ha inoltre preso parte ai film Innocenza infranta (1997), Armageddon - Giudizio finale (1998), L'incredibile Hulk (2008), Ad Astra (2019) e Captain America: Brave New World (2025).

## Biografia
Da bambina si chiamava Liv Rundgren, dal cognome del compagno di sua madre, Todd Rundgren. Nel 1986 conobbe Steven Tyler (cantante degli Aerosmith: Tyler è il nome d'arte, mentre all'anagrafe si chiama Steven Tallarico) durante un concerto di Todd e le due famiglie iniziarono a frequentarsi. Liv scoprì la verità sulle sue origini notando che Mia Tyler, la figlia di Steven, le assomigliava molto. Fu così che venne fuori la verità: Steven e Bebe Buell, madre di Liv, avevano avuto una relazione dieci anni prima, e Bebe era rimasta incinta. Steven Tyler la riconobbe quindi come figlia, e lei, nel 1991, decise di aggiungere il cognome del padre naturale (Tallarico), e utilizzò poi il suo nome d'arte (Tyler). Oltre a Mia, Liv ha altri due fratellastri minori dal lato paternoː Chelsea Anna (1989) e Taj Monroe Tallarico (1992). La Tyler ha origini italiane e tedesche da parte di suo padre.
Quando aveva quattordici anni intraprese la carriera di fotomodella, incoraggiata dalla top model Pavlína Pořízková, amica di sua madre Bebe Buell, anch'essa modella; viene così ingaggiata dall'agenzia di moda Storm Management. Il volto di Liv apparve rapidamente sulle note riviste Seventeen, Interview e Mirabella, ma la popolarità arrivò nel 1994, quando comparve nel noto videoclip degli Aerosmith Crazy. Nello stesso anno uscirono i suoi primi film, Rosso d'autunno e Dolly's Restaurant. Liv decise allora di abbandonare la carriera di modella e di darsi completamente al cinema.
A diciassette anni recitò nel suo terzo film, Empire Records, ma la vera fama arrivò nel 1996 quando il regista Bernardo Bertolucci la scelse per il suo Io ballo da sola, in cui la Tyler ottenne riconoscimenti internazionali per la sua interpretazione del ruolo di un'adolescente americana che vive la sua iniziazione sentimentale in Toscana. Tra gli altri suoi film Music Graffiti con Tom Hanks, Armageddon - Giudizio finale con Bruce Willis e Ben Affleck, Innocenza infranta di Pat O'Connor, La fortuna di Cookie e Il dottor T & le donne, entrambi di Robert Altman.
Il suo personaggio più conosciuto è Arwen Undomiel, principessa degli Elfi di Gran Burrone, nella trilogia cinematografica de Il Signore degli Anelli, tratta dall'opera di J. R. R. Tolkien. Nel 2004 gira Jersey Girl, un film di Kevin Smith, dove recita di nuovo al fianco di Ben Affleck dopo Armageddon - Giudizio finale. Nel 2006 recita nel film indipendente di Steve Buscemi Lonesome Jim, al fianco di Casey Affleck. Nel 2007 esce Reign Over Me, film di Mike Binder, mentre l'anno seguente recita con Scott Speedman nel thriller The Strangers, con Diane Keaton in Mamma ho perso il lavoro e con Edward Norton nel film del Marvel Cinematic Universe L'incredibile Hulk, nella parte di Betty Ross.
Nel 2023, a 15 anni di distanza dalla sua prima comparsa, riprende nuovamente il ruolo di Betty Ross nel trentacinquesimo film dell'MCU Captain America: Brave New World, diretto da Julius Onah, in uscita nelle sale il 14 febbraio 2025.

## Vita privata
Dal 1995 al 1998 è stata fidanzata con l’attore Joaquin Phoenix. Dal 2003 al 2008 è stata sposata con Royston Langdon, cantante e bassista del gruppo rock Spacehog, dal quale ha avuto un figlio: Milo William Langdon, nato il 14 dicembre 2004. Dal 2014 ha una relazione con l'agente sportivo David Gardner. La coppia ha due figli: Sailor Gene, nato l'11 febbraio 2015 e Lula Rose, nata l'8 luglio 2016.

## Filmografia

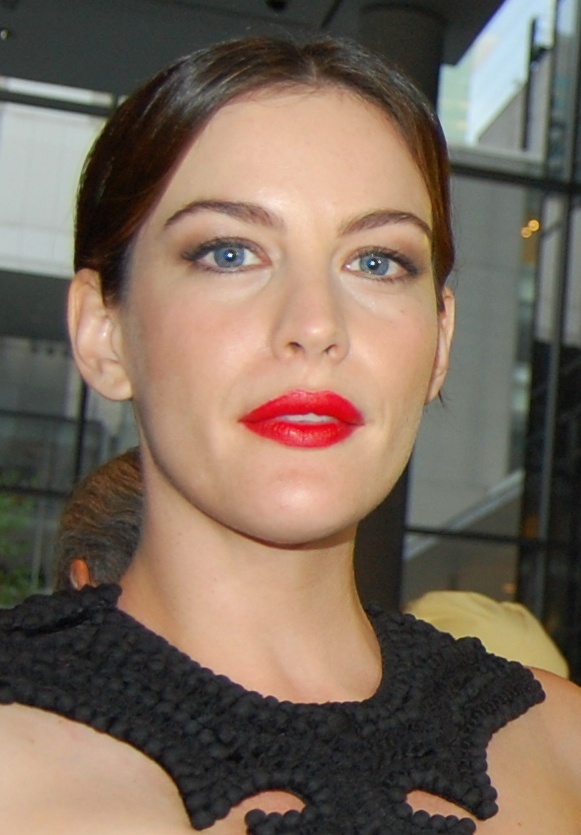
Liv Tyler al Museum of Modern Art di New York nel 2007

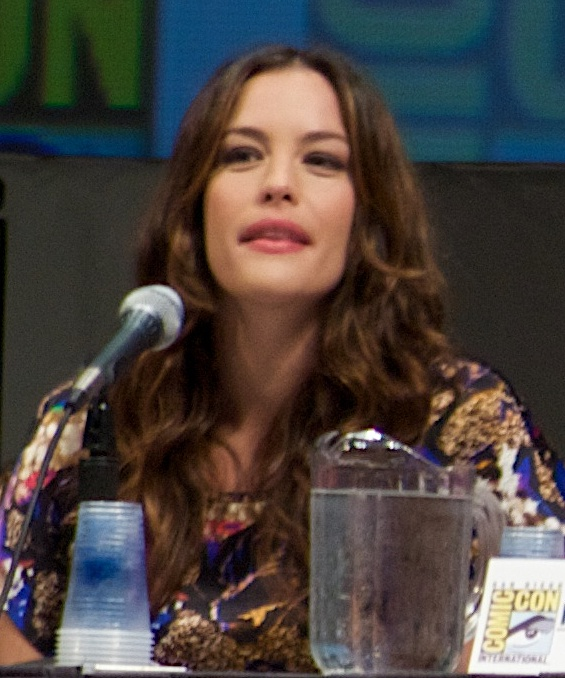
Liv Tyler nel 2010

### Cinema
- Rosso d'autunno (Silent Fall), regia di Bruce Beresford (1994)
- Dolly's Restaurant (Heavy), regia di James Mangold (1995)
- Empire Records, regia di Allan Moyle (1995)
- Io ballo da sola, regia di Bernardo Bertolucci (1996)
- Music Graffiti (That Thing You Do!), regia di Tom Hanks (1996)
- Innocenza infranta (Inventing the Abbotts), regia di Pat O'Connor (1997)
- U Turn - Inversione di marcia (U Turn), regia di Oliver Stone (1997)
- Franky Goes to Hollywood, regia di Brendan Kelly (1998)
- Armageddon - Giudizio finale (Armageddon), regia di Michael Bay (1998)
- Plunkett & Macleane, regia di Jake Scott (1999)
- La fortuna di Cookie (Cookie's Fortune), regia di Robert Altman (1999)
- Onegin, regia di Martha Fiennes (1999)
- Il dottor T & le donne (Dr T and the Women), regia di Robert Altman (2000)
- Un corpo da reato (One Night at McCool's), regia di Harald Zwart (2001)
- Il Signore degli Anelli - La Compagnia dell'Anello (Lord of the Rings: The Fellowship of the Ring), regia di Peter Jackson (2001) - Arwen
- Il Signore degli Anelli - Le due torri (The Lord of the Rings: The Two Towers), regia di Peter Jackson (2002)
- Il Signore degli Anelli - Il ritorno del re (The Lord of the Rings: The Return of the King), regia di Peter Jackson (2003)
- Jersey Girl, regia di Kevin Smith (2004)
- Lonesome Jim, regia di Steve Buscemi (2005)
- Reign Over Me, regia di Mike Binder (2007)
- Mamma ho perso il lavoro (Smother), regia di Vince Di Meglio (2008)
- The Strangers, regia di Bryan Bertino (2008)
- L'incredibile Hulk (The Incredible Hulk), regia di Louis Leterrier (2008)
- Super - Attento crimine!!! (Super), regia di James Gunn (2010)
- Punto d'impatto (The Ledge), regia di Matthew Chapman (2011)
- Robot & Frank, regia di Jake Schreier (2012)
- Jamie Marks Is Dead, regia di Carter Smith (2014)
- Space Station 76, regia di Jack Plotnick (2014)
- Wildling, regia di Fritz Böhm (2018)
- Ad Astra, regia di James Gray (2019)
- Captain America: Brave New World, regia di Julius Onah (2025)

### Televisione
- The Leftovers - Svaniti nel nulla – serie TV, 28 episodi (2014-2017)
- Gunpowder – miniserie TV, 3 puntate (2017)
- Harlots – serie TV, 16 episodi (2018-2019)
- 9-1-1: Lone Star – serie TV, 10 episodi (2020)

## Riconoscimenti
- MTV Movie & TV Awards
  - 1999 – Candidatura alla miglior performance femminile per Armageddon - Giudizio finale[8]
  - 1999 – Candidatura alla miglior coppia (condiviso con Ben Affleck) per Armageddon - Giudizio finale[8]
- Scream Award
  - 2008 – Miglior attrice in un film horror per The Strangers
- Screen Actors Guild Award
  - 2002 – Candidatura al miglior cast cinematografico per Il Signore degli Anelli - La Compagnia dell'Anello[9]
  - 2003 – Candidatura al miglior cast cinematografico per Il Signore degli Anelli - Le due torri[10]
  - 2004 – Miglior cast cinematografico per Il Signore degli Anelli - Il ritorno del re[11]

## Doppiatrici italiane
Nelle versioni in italiano delle opere in cui ha recitato, Liv Tyler è stata doppiata da:
- Stella Musy in Dolly's Restaurant, Empire Records, Io ballo da sola, Il Dottor T e le donne, Un corpo da reato, Il Signore degli Anelli - La Compagnia dell'Anello, Il Signore degli Anelli - Le due torri, Il Signore degli Anelli - Il ritorno del re, Jersey Girl, L'incredibile Hulk, The Strangers, Super - Attento crimine!!!, The Leftovers - Svaniti nel nulla, Gunpowder, Ad Astra, 9-1-1: Lone Star, Captain America: Brave New World
- Francesca Guadagno in Music Graffiti, Plunkett & Macleane
- Gabriella Borri in Rosso d'autunno, Lonesome Jim
- Chiara Colizzi ne La fortuna di Cookie, The Strangers (ridoppiaggio)
- Cristina Giachero in Armageddon - Giudizio finale
- Francesca Fiorentini in Onegin
- Daniela Calò in Reign Over Me
- Eleonora De Angelis in Innocenza infranta
- Selvaggia Quattrini in Mamma ho perso il lavoro
- Connie Bismuto in Punto d'impatto
- Domitilla D'Amico in Space Station 76